# Philipp Janovsky
Philipp Janovsky (* 6. Februar 1970 in Neu-Ulm) ist ein ehemaliger deutscher Basketballspieler.

## Werdegang
Janovsky nahm im Jahr 1987 mit der bundesdeutschen Kadettennationalmannschaft an der Europameisterschaft dieser Altersklasse teil. Auf Vereinsebene stieg der „Pille“ genannte und für seine kämpferische Spielweise bekannte Janovsky 1992 mit dem SV 03 Tübingen als Meister der Südstaffel der 2. Basketball-Bundesliga in die Basketball-Bundesliga auf. Er war im Meisterschaftsspieljahr 1991/92 mit 7,1 Punkten je Begegnung am Tübinger Erfolg beteiligt. Anschließend trat er mit der Mannschaft in der Saison 1992/93 in der Bundesliga an, verpasste dort allerdings den Klassenerhalt.
Janovsky studierte Physik an der Eberhard Karls Universität Tübingen, 1998 wurde er beruflich beim Unternehmen Bosch tätig. An der Rheinisch-Westfälischen Technischen Hochschule Aachen wurde 2003 seine Doktorarbeit zum Thema „Systematik für eine CAD-basierte Prüfplanung und deren praktische Umsetzung“ angenommen. Dem Basketballsport in Tübingen blieb er als zeitweiliger Abteilungsleiter des Bundesligisten Wired Minds Tübingen verbunden. In seine Amtszeit fiel der Bundesliga-Aufstieg 2001, an dem und der folgenden Erstligasaison er als Abteilungsleiter leitend mitwirkte. Zwischen 2013 und 2016 weilte Janovsky aus beruflichen Gründen in Cluj in Rumänien.